# Liste der Bischöfe von Aosta
Die folgenden Personen waren Bischöfe von Aosta (Italien):
- Heiliger Eustasius (ca. 388–ca. 454)
- Heiliger Gratus (um 470)
- Heiliger Jucundus (Joconde, Giocondo) (ca. 501 und 503, † 522)
- Agnellus († 528)
- Gallus (523–546)
- Loup (755 und 757)
- Ploceanus
- Ratborn (876 und 877)
- Anseric (920)
- Anselm I. (923)
- Gizon I. (um 960)
- Luittifred (966)
- Bozon I. (um 980)
- Anselm II. (ca. 990–ca. 1025) (Sohn Anselms und der Aldiud, Bruder des Burchard, 1011 Erzbischof von Vienne, Halbbruder des Burchard II., 979 Erzbischof von Lyon († 1030/31))
- Burkhard (1022)
- Gizon II. (1033 oder 1034–1039)
- Augustin (1040–1058)
- Arrumptius
- Bozon II. (ca. 1086–ca. 1099)
- Herbert oder Eribert (1114–1138)
- Humbert I. (1138)
- Guigue (1143)
- Arnoul d'Avise (ca. 1143–ca. 1160)
- Guillaume de Chevrier de la Palud (1165)
- Aimon I. de Quart (1176)
- Walbert (ca. 1186–ca. 1196)
- Germain (1198)
- Jacques I. de Porcia (1216 und 1219)
- Bonifatius I. de Valperga (1219–1223 oder 1243)
- Siffroi (1224)
- Rodolphe de Valdegna (1245)
- Peter I. (1249–1163)
- Pierre II. de Socles oder du Palais (1263–1266)
- Humbert II. de Villette (1267 und 1271)
- Aimon II. de Challand (1271–1272)
- Simon (1272–1282)
- Nicolas I. de Bersatoribus (1282–1301)
- Éméric (Ayméric) I. de Quart (1302–1313)
- Ardut (1313–1326)
- Nicolas II. de Bersatoribus (1327–1361)
- Thomas von Savoyen (1355) (auch Erzbischof von Turin)
- Éméric II. de Quart (1362–1372)
- Bonifatius II. de Challand (1372–1373)
- Bonifatius III. (ca. 1374–1377)
- Jacques II. Ferrandini (1377–1399)
- Pierre III. de Sonnaz (1400–1410)
- Oger Moriset (1411–1433)
- Georg von Saluzzo (1433–1440) (danach Bischof von Lausanne)
- Johann I. von Prangins (1440–1444) (vorher Bischof von Lausanne, † 1446)
- Antoine Desprez (1444–1463)
- François Desprez (1463–1511)
- Hercule d'Azeglio (1511–1515)
- Amédée Berbutis (1515–ca. 1519)
- Pierre IV. de Gazin (1520–1556)
- Marcantonio Kardinal Bobba (1557–1568) (Kardinal, † 18. Mai 1575)
- Jerome Ferragata (1568–1572)
- César Gromis  (1572–1585)
- Jean II. Geoffroy de Gignod (1586–1592)
- Honoré Lascaris de Vintimille (1594–1595)
- Barthélémy Ferreri (1595–1607)
- Louis Martini (1611–1621)
- Jean Baptiste Vercellin (1623–1654)
- Philibert Milliet de Faverges (1657–1658)
- Philibert-Albert Bailly (1659–1691)
- Alexander Lambert de Soirier (1691–1698)
- François-Amédée Millet d'Arvillars (1699–1727)
- Jacques III. Rambert (8. Februar bis 16. September 1728)
- Jean III. Grillet (1728–1729)
- Sedisvakanz (1730–1741)
- Pierre-François de Sales de Thorens (1741–1783)
- Paolo Giuseppe Solaro di Villanova (Paul Joseph Solar de Villeneuve) (1784–1803) (Kardinal)
- Giuseppe Maria Grimaldi (1805–1817)
- André-Marie de Maistre (März bis Juli 1818)
- Jean-Baptiste Marie Aubriot de la Palme (1819–1823)
- Évase-Second-Victor Agodino (1824–1831)
- André Jourdain (1832–1859)
- Sedisvakanz (1859–1867)
- Jacques-Joseph Jans (1867–1872)
- Joseph-Auguste Duc (1872–1907)
- Giovanni Vincenzo Tasso CM (1908–1919)
- Claudio Angelo Giuseppe Calabrese (1920–1932)
- Francesco Imberti (1932–1945)
- Maturino Blanchet OMI (1946–1968)
- Ovidio Lari (1968–1994)
- Giuseppe Anfossi (1994–2011)
- Franco Lovignana (seit 2011)